# Malá Lečice
Malá Lečice je vesnice v okrese Praha-západ, je součástí obce Bojanovice. Nachází se asi 3,7 km na jih od Bojanovic. Malá Lečice spolu se Senešnicí tvoří exklávu obce Bojanovice, od jejíž hlavní části ji odděluje obec Bratřínov. Na severovýchodě vesnice se vlévá potok Makyta do říčky Kocáby. Je zde evidováno 138 adres.
Vesnice Malá Lečice leží přímo v údolí Kocáby, má 52 domů s popisnými čísly a 85 rekreačních objektů, zahrnuje osady Horní Požáry a Dolní Požáry. Malá Lečice i Senešnice patří do poštovního a zdravotnického obvodu Nový Knín, policejního obvodu Mníšek pod Brdy a pod elektrorozvodnou služebnu Dobříš. U zdejšího jezu na Kocábě se pořádají republiková i světová mistrovství v rýžování zlata. Ve vsi i zdejší části údolí Kocáby bylo točeno již několik filmů, zejména pohádek. Také se zde koná Country festival Malá Lečice.

## Historie

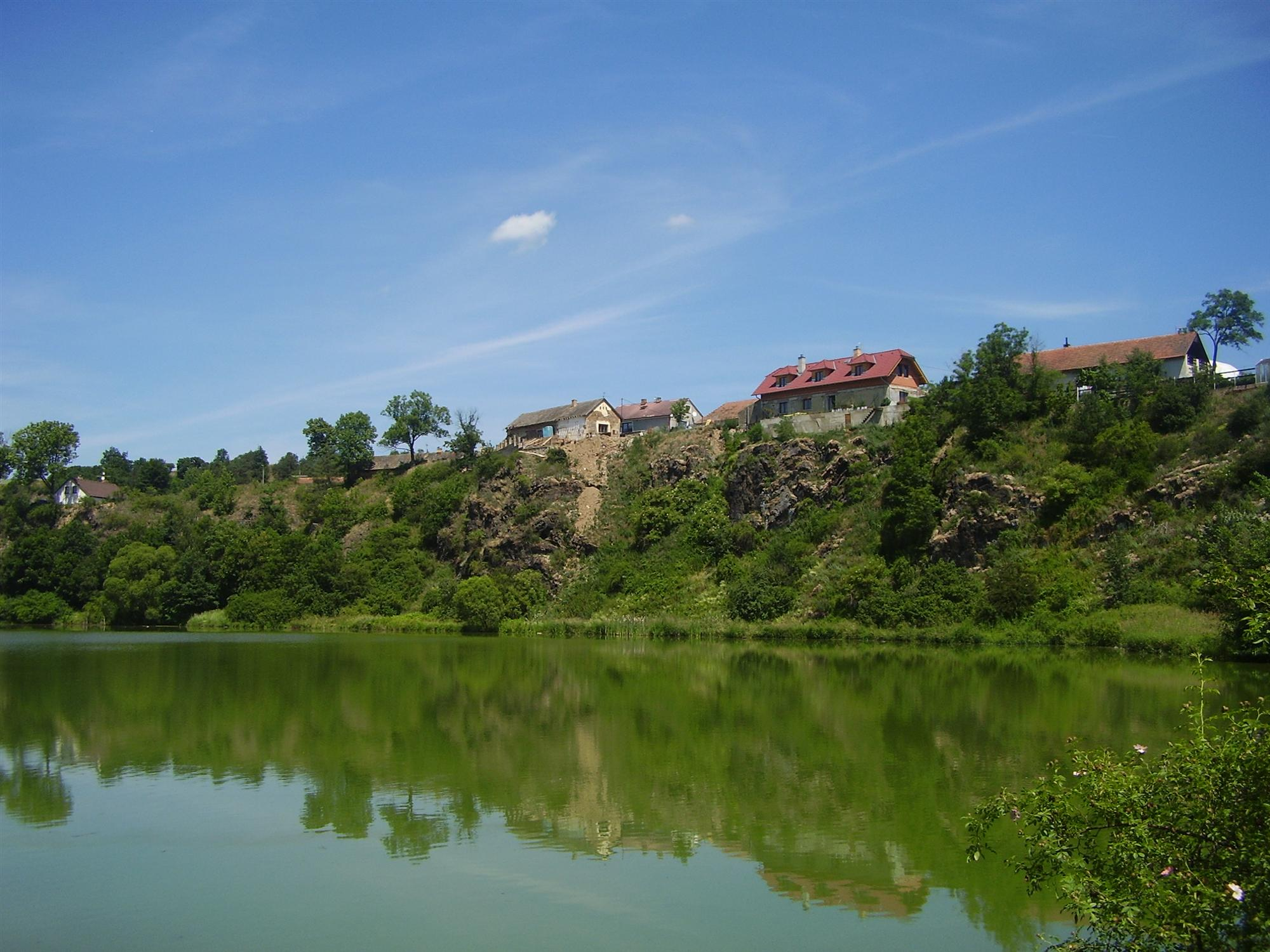
Rybník u Malé Lečice

První písemná zmínka o vsi je v listině z 21. května 1304, v níž král Václav II. potvrdil výsady pro zbraslavský klášter. Pravděpodobně tudy vedla Zlatá stezka z Pasova.
Budova obecní školy byla zapsána v zemských deskách 5. prosince 1874 a fungovala do roku 1974. Do roku 2003 patřila okresu Praha-západ, který v ní zřídil archiv. Poté byla opět vrácena obci. Od roku 1901 působí ve vsi sbor dobrovolných hasičů.
Ve vsi Malá Lečice (215 obyvatel, samostatná ves se později stala součástí Bojanovic) byly v roce 1932 evidovány tyto živnosti a obchody: hostinec, kovář, krejčí, 2 mlýny, 8 rolníků, obchod se smíšeným zbožím, švadlena, trafika.